# Bandol
Weiden bei Rechnitz (mađarski: Bándol, hrvatski: Bandol, romski: Bandula) je općina u kotaru Borta u Gradišću, Austrija. 
U mjestu postoji veliki broj pripadnika Gradišćanskih Hrvata.

## Poznate osobe
- Kristijan Keglević, nogometaš